# Gaston Polak
Gaston Polak (Brussel, 27 juni 1874 - Sint-Gillis, 26 maart 1970) was een Belgisch mijningenieur en later secretaris-generaal van de Belgische Theosofische Vereniging.

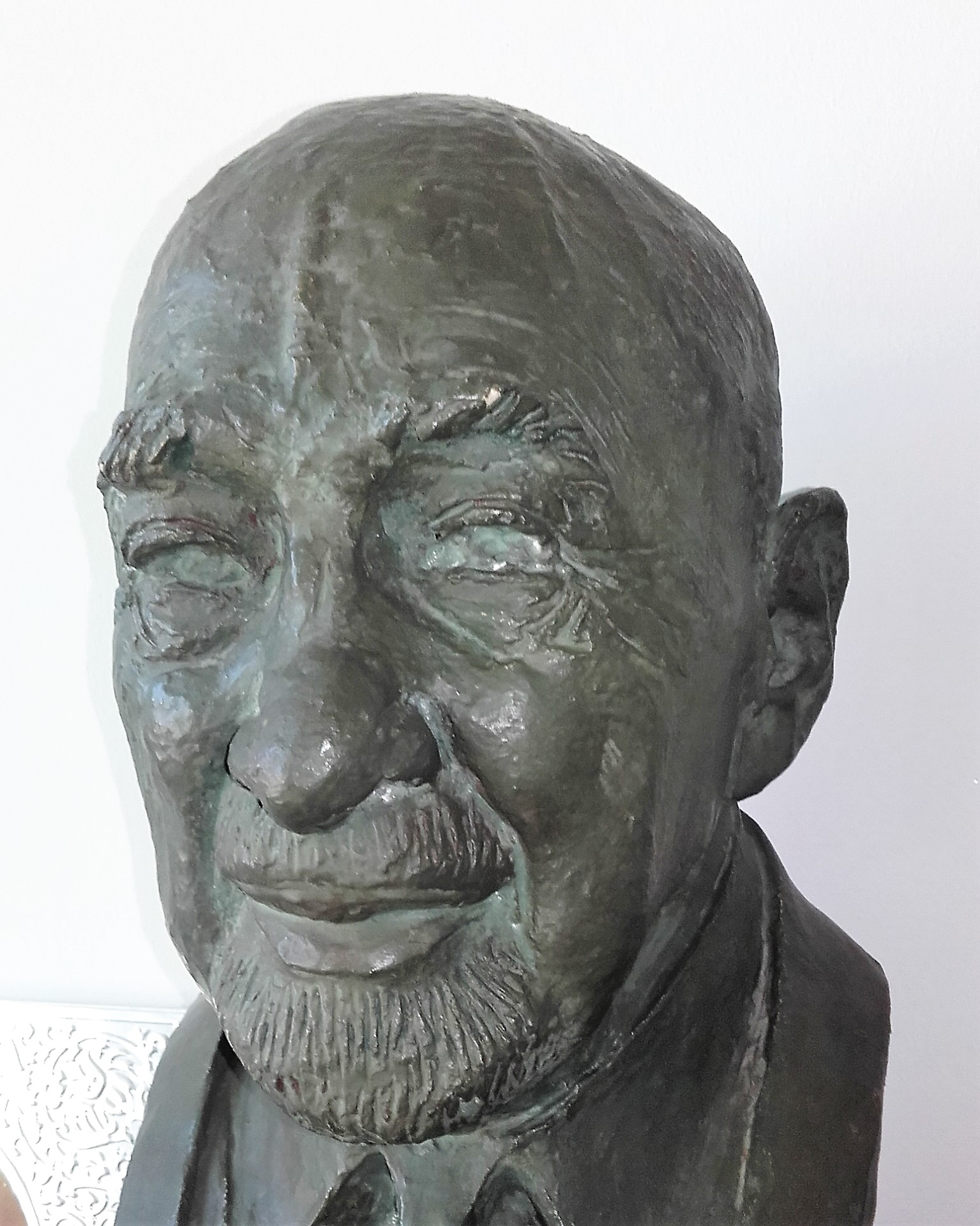
Gaston Polak (1874-1970)

Polak was de zoon van Abraham Meyer Polak en Gertrude Brook. 
Hij publiceerde onder meer artikels in de tijdschriften:
- Hygie, orgaan van de Société Végétarienne de France
- Le Lotus Bleu, tijdschrift van de Theosofische Vereniging in Frankrijk.

Hoewel blind, was hij kabbalist, sanskritist en theosoof, een uitstekende spreker, hij beheerste verschillende talen, en gaf wonderbare lezingen in de Theosofische Vereniging, niet alleen in België.
Gaston Polak overleed op 95-jarige leeftijd. Hij ligt begraven te Ukkel op het kerkhof aan de Van de Dieweg. 